# Tony Ramoin
Tony Ramoin (Cannes, Alpes Marítimos, 23 de dezembro de 1988) é um snowboarder francês. Ramoin foi medalhista de bronze do snowboard cross nos Jogos Olímpicos de Inverno de 2010 em Vancouver.